# Inès Gaches-Sarraute
Inès Gaches-Sarraute, född 1853, död efter 1901, var en fransk läkare och uppfinnare. 
Hon var utbildad läkare och flyttade som nybliven änka år 1893 från Toulouse till Paris. Som läkare åtog hon sig att reformera korsetten för att göra den mer hälsosam. Korsetten hade då varit ett obligatoriskt underplagg för kvinnor sedan 1830 och orsakade många olika farliga hälsoproblem. Korsetten kritiserades ständigt av läkarkåren men eftersom modet krävde korsett var medicinsk kritik utan framgång. Hon fick därför tanken att försöka designa om korsetten i ett försök att göra den mer hälsosam. 
År 1900 lanserade Inès Gaches-Sarraute en ny korsettmodell som blev känd som den edvardianska korsetten, eftersom den bars under Edvard VII:s regeringstid (1901–1910). Den nya "hälsokorsetten" skilde sig från den gamla modellen genom att den inte omslöt bröstkorgen och snörde in denna utan endast omslöt höften och midjan från nedanför revbenen. Det innebar att endast själva midjan snördes in och bröst och bröstkorg lämnades fria: bäraren fick därmed möjlighet att andas friare, men att korsetten ändå snörde in buk och höfter gjorde att de inre organen inte knuffades nedåt av snörningen, som in den gamla typen av korsett: den resulterade i den berömda "S-silhuetten" i början av 1900-talet. Den edvardianska korsetten blev på modet, utkonkurrerade den viktorianska korsettmodellen och bars fram till att alla korsetter blev omoderna på 1920-talet. Den var mer hälsosam än den viktorianska korsetten men den har i senare tider ändå kritiserats för att fortsatt vara ohälsosam, särskilt som den oftast snördes alltför hårt.